# Agrodiaetus malatiae
Agrodiaetus malatiae är en fjärilsart som beskrevs av Forster 1961. Agrodiaetus malatiae ingår i släktet Agrodiaetus och familjen juvelvingar. Inga underarter finns listade i Catalogue of Life.